# NetBSD
NetBSD – wysoce przenośny, dostępny na wiele architektur system operacyjny z rodziny BSD (Unix), zgodny z normą POSIX.
Oficjalnym zawołaniem jest Oczywiście, że [to] obsługuje NetBSD (ang. Of course it runs NetBSD) – nawiązujące do rekordowej liczby architektur, na które przeniesiono system.

## Pochodzenie
Początkowo powstały 21 marca 1993 na bazie kodu – zarzuconego pod wpływem procesu Novell/BSD projektu – 386BSD, który z kolei opierał się na 4.3BSD Net/2. Jednak w przeciwieństwie do 386BSD, który przeznaczony był wyłącznie dla platformy IA32, zespół NetBSD od początku dążył do maksymalnej przenośności swego systemu.

## Wydania
| Wersja  | Data wydania          | Opis |
| ------- | --------------------- | --- |
| 10.1    | 18 grudnia 2024       | Ogłoszenie wydania |
| 10.0    | 28 marca 2024         | Ogłoszenie wydania Zawiera znaczące poprawki wielowątkowości oraz skalowalności systemu. |
| 9.2     | 12 maja 2021          | Ogłoszenie wydania |
| 9.1     | 18 października 2020  | Ogłoszenie wydania |
| 8.1     | 31 maja 2019          | Pełna lista zmian |
| 8.0     | 17 lipca 2018         | |
| 7.0.1   | 28 maja 2016          | |
| 7.0     | 8 października 2015   | |
| 7.0 RC3 | 18 sierpnia 2015      | |
| 7.0 RC2 | 28 lipca 2015         | |
| 7.0 RC1 | 21 czerwca 2015       | |
| 6.1.5   | 7 października 2014   | |
| 6.1.3   | 27 stycznia 2014      | |
| 6.1.1   | 22 sierpnia 2013      | |
| 6.1     | 18 maja 2013          | |
| 6.0     | 17 października 2012  | |
| 5.1.0   | 19 listopada 2010     | |
| 5.0.2   | 12 lutego 2010        | Kolejne poprawki. |
| 5.0.1   | 2 sierpnia 2009       | Zawiera poprawki błędów krytycznych i zwiększa stabilność działania systemu. |
| 5.0     | 29 kwietnia 2009      | zastąpienie XFree86 za pomocą Xorg (w niektórych portach), wstrzymywanie systemu z wykorzystaniem ACPI na laptopach, wsparcie dla zapisu w systemie plików UDF, dodanie frameworka zarządzania energią |
| 4.0     | 19 grudnia 2007       | |
| 3.1     | 4 listopada 2006      | |
| 3.0.2   | 4 listopada 2006      | |
| 3.0.1   | 24 lipca 2006         | |
| 3.0     | 21 grudnia 2005       | |
| 2.1     | 2 listopada 2005      | |
| 2.0     | 9 grudnia 2004        | SMP w popularnych architekturach |
| 1.6     | 14 września 2002      | dynamiczne linkowanie bibliotek w /bin i /sbin |
| 1.5     | 6 grudnia 2000        | |
| 1.4     | 12 maja 1999          | |
| 1.3     | 4 stycznia 1998       | oparte na 4.4BSD Lite2 |
| 1.2     | 2 października 1996   | |
| 1.1     | 26 listopada 1995     | |
| 1.0     | 26 października 1994  | oparte na 4.4BSD Lite, bez kodu AT&T |
| 0.9     | 23 sierpnia 1993      | oparte na 4.4BSD Lite, bez kodu AT&T |
| 0.8     | 20 kwietnia 1993      | pierwsza wersja systemu oparta na 386BSD i 4.3BSD Net/2 (zawierała kod AT&T) |
|         | 21 marca 1993 9:45:37 | rozpoczęcie projektu jako autonomicznego systemu |

## Informacje techniczne
Jądro systemu – monolityczne typu UNIX, duża przenośność świadczy o wysokiej jakości kodu. Powłoka – każda zgodna z POSIX. System plików – 64-bitowy Fast File System z Berkeley i wiele innych.
NetBSD został przeniesiony na rekordową liczbę architektur: Acorn26, Acorn32, Algor, Alpha, AMD64, Amiga, AmigaPPC, Arc, Arm32, Atari, BeBox, Cats, Cesfic, Cobalt, Dreamcast, EvbARM, EvbMIPS, EvbSH3, EvbSH5, HP300, HP700, HPCARM, HPCMIPS, HPCSH, i386, Luna68k, Mac 68k, MacPPC, MIPSCO, Mmeye, Mvme68k, MvmePPC, NetWinder, NeWS68k, NeWSMIPS, NeXT68k, OfPPC, PC532, Pegasos II, PlayStation 2, Pmax, PmPPC, Prep, Sandpoint, SBMIPS, SGIMIPS, Shark, SPARC, SPARC64, Sun2, Sun3, VAX, Walnut, x68k, Xen.
Łącznie około 50 portów, przy czym nie wszystkie wersje są na tym samym etapie rozwoju, niektóre architektury działają jedynie z nowszymi lub starszymi wersjami systemu. Wszystkie wersje powstają na bazie jednego drzewa kodu.
Pozwala uruchamiać binaria innych systemów:
- na platformie i386:
  - BSD/OS, FreeBSD, Linux, SCO, Solaris, SVR4
- na platformie m68k:
  - HP-UX, Linux, Solaris, SVR4, SunOS
- na platformie alpha:
  - Linux, OSF1/Digital, UNIX/Tru64(inne języki),
- na platformie SPARC:
  - Solaris, SVR4, SunOS
- oraz Linux na architekturach PowerPC, MIPS, ARM i VAX

Do instalacji oprogramowania spoza systemu podstawowego, NetBSD używa pkgsrc – NetBSD Packages Collection. Jest to zbiór skryptów Makefile, które pozwalają pobrać, skompilować i zainstalować dany program. Z pomocą autoconf, pkgsrc można używać na innych systemach operacyjnych, takich jak GNU/Linux, FreeBSD, Solaris, Darwin/OS X, IRIX itd.

## Zastosowania
Dzięki przenośności kodu, niskim wymaganiom i dostępności na szeroką gamę platform sprzętowych zyskał ogromną popularność jako system operacyjny w środowiskach akademickich i edukacyjnych, gdzie pozwala na posiadanie jednej platformy programowej na najróżniejszych systemach, często starszej daty – które nie są już wspierane przez producentów bądź nie byłyby w stanie spełnić wymagań innych współczesnych systemów. Z powodzeniem znajduje także zastosowanie jako system dla serwerów i zapory sieciowej oraz jako system typu embedded dla urządzeń przenośnych.
Jego szybko powstające porty, na nowe architektury, niejednokrotnie były podstawą dla nowych wersji FreeBSD i OpenBSD (OpenBSD jest wynikiem rozłamu w zespole NetBSD, wskutek którego w 1996 odszedł Theo de Raadt) przenoszonych na te systemy. Uwaga ta dotyczy także implementacji różnych technologii, np. NetBSD był pierwszym wolnym systemem wyposażonym w obsługę USB.
Częściowo stał się także obok Macha i FreeBSD podstawą systemu Darwin, stanowiącego uniksowy fundament OS X.

## Dostępność
Wolny i darmowy system operacyjny rozprowadzany z pełnym kodem źródłowym na zmodyfikowanej licencji BSD. Drzewo kodu systemowego zarządzane jest przy pomocy CVS. Źródła i binaria dostępne są poprzez FTP, rsync, płyty CD, obrazy iso oraz system CVS.
Nad rozwojem projektu czuwa czteroosobowy tzw. Core Group. Większość z portów na różne architektury posiada własnego opiekuna. Opieką techniczną i administracyjną zajmuje się NetBSD Foundation.